# Karl vom Rath
Karl Julius Herbert Viktor vom Rath (* 2. März 1915 in Köln; † 16. Mai 1986 in Frankfurt am Main) war ein deutscher Kunsthistoriker und Kulturdezernent von Frankfurt am Main.

## Leben
Dem Studium der Kunstgeschichte, Germanistik, Philosophie und Psychologie in Köln, Berlin und Bonn folgte 1938 die Promotion. 1941/42 erhielt er ein Stipendium am Deutschen Kunsthistorischen Institut in Florenz. 1942 war er Assistent am Deutschen Kunsthistorischen Institut in Paris. Von 1945 bis 1948 leitete er die Kunstsammlung auf Schloss Dyck. Danach arbeitete er als Kulturreferent und Regierungsrat im Kultusministerium von Schleswig-Holstein. Ende September 1950 wurde er von der Frankfurter Stadtverordnetenversammlung zum Kulturdezernenten gewählt. Diesen Stadtratsposten hatte er bis zu seinem Ausscheiden aus dem Magistrat 1970 inne.
In seine Amtszeit fiel der Wiederaufbau zahlreicher bei den Luftangriffen im Zweiten Weltkrieg zerstörter Kultureinrichtungen Frankfurts. Hierzu zählen die Oper Frankfurt, die 1951 im ehemaligen Schauspielhaus eröffnet wurde, und die 1963 an gleicher Stelle eröffnete Doppelanlage der Städtischen Bühnen. Vom Rath setzte ihren Bau gegen Widerstände durch, beispielsweise die Gestaltung des Foyers mit den von Zoltan Kemeny geschaffenen Goldwolken. Vom Rath berief Intendant Harry Buckwitz und Generalmusikdirektor Georg Solti an die Städtischen Bühnen.
Weitere Wiederaufbauprojekte seiner Amtszeit betrafen das Goethe-Haus (1951), das Holzhausenschlösschen als Sitz des Museums für Vor- und Frühgeschichte (1953), das Steinerne Haus, Sitz des Frankfurter Kunstvereins (1962), das Willemer-Häuschen (1964) und das Museum für Kunsthandwerk in der ehemaligen Villa Metzler (1965).

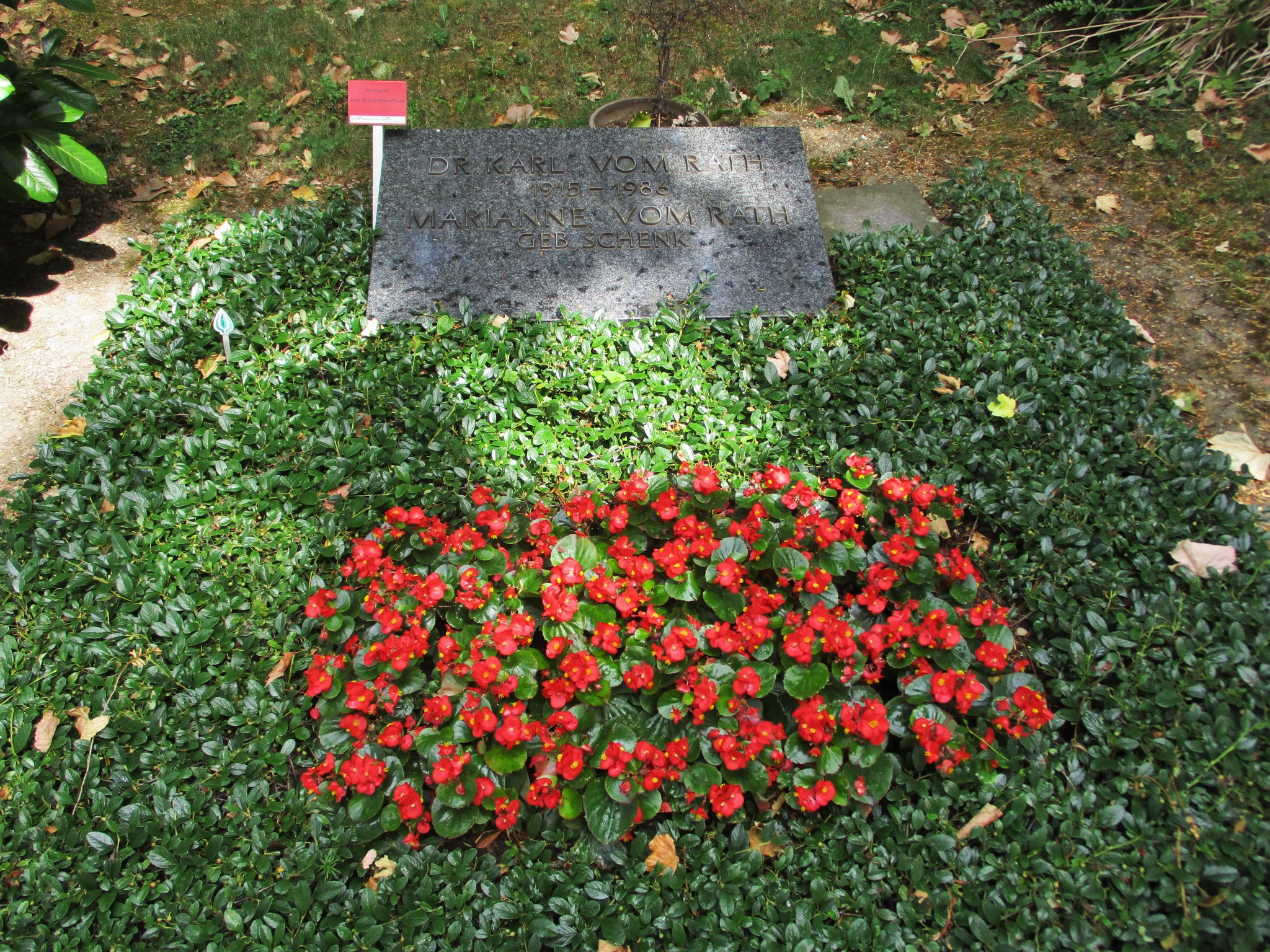
Grabstätte auf dem Frankfurter Hauptfriedhof

Das Liebieghaus, das Städel und das Senckenbergmuseum wurden in seiner Amtszeit renoviert und erweitert. 1956 eröffnete das städtische Theater am Turm im ehemaligen Volksbildungsheim am Eschenheimer Tor. 1959 wurde der Neubau der Deutschen Bibliothek an der Bockenheimer Warte eröffnet. Im selben Jahr bezog das Stadtarchiv seine Räume im ehemaligen Karmeliterkloster.
1965 wurde vom Rath mit der Ehrenplakette der Stadt Frankfurt am Main ausgezeichnet. 1971 erhielt er das Große Verdienstkreuz des Verdienstordens der Bundesrepublik Deutschland. Vom Rath gehörte dem Kuratorium der 1959 gegründeten Deutsch-Israelischen Studiengruppe an der Goethe-Universität Frankfurt an. Von 1960 bis 1971 war er Vorsitzender des Frankfurter Vereins für Geschichte und Landeskunde, 1961 bis 1972 Mitglied im Beirat der Friedrich-Naumann-Stiftung.
Karl vom Rath war mit Marianne vom Rath geb. Schenk (1917–2010) verheiratet. Er wurde auf dem Frankfurter Hauptfriedhof beerdigt (Gewann A Nr. 43), die Grabstätte ist ein Ehrengrab der Stadt Frankfurt.

## Schriften
- Der Meister des Bartholomäusaltares. Röhrscheid, Bonn 1941.